# Гадар де ла Верден, Огюстен Альфонс
Огюстен Альфонс Гадар де ла Верден (фр. Augustin Alphonse Gaudar de La Verdine; 18 августа 1780 или 1780[…], Бурж — 16 сентября 1804, Сиена, Тоскана) — французский художник.

## Биография
Родился в 1780 году в Бурже в семье чиновника, утверждённого в дворянском достоинстве королевским указом в 1789 году — в год начала Французской революции. Его брат Пьер также попытался стать художником, но не достиг значительных успехов.
Вместе с братом учился в Высшей школе изящных искусств в Париже в мастерской Венсана. Его соучеником и другом был Пьер Нарсис Герен.
В 1799 году художник получил ежегодную Римскую премию, после чего, получив, по условиям премии, стипендию для проживания в Риме на вилле Медичи, отправился туда. Проведя в Италии несколько лет, в 1804 году скончался в Сиене.
Несмотря на раннюю смерть, успел зарекомендовать себя, как один из наиболее интересных живописцев своего поколения, подтверждением чему являлась Римская премия.
Ряд картин художника хранятся в музее Бертрана (фр.) в городе Шатору, а многие рисунки — в музее изящных искусств Тура (фр.).

## Галерея
- Нарцисс, любующийся собственным отражением. Музей Бертрана, Шатору.
- Ариадна, брошенная Тесеем. Музей  Бертрана, Шатору.
- Неистовый Роланд. Музей  Бертрана, Шатору.